# Cargo (Software)
Cargo ist eine Paketverwaltungssoftware für Rust-Pakete, die als Crate bezeichnet werden. Cargo wird über das Rust-Toolchain-Installationsprogramm rustup standardmäßig installiert, für die Verwaltung von Paket-Metadaten greift Cargo auf das Dateiformat TOML zurück.

## Funktionen
Cargo wird als zentrales Werkzeug für die Verwaltung von Rust-Paketen verwendet. Es übernimmt dabei für jedes Paket folgende Aufgaben:
- die Verwaltung der Metadaten über das Paket
- die Auflösung und Kompilierung der Abhängigkeiten
- den Aufruf des Referenz-Compilers rustc mit den passenden Parametern
- die Forcierung von Rust-Konventionen für eine einheitliche Paketverwaltung

## Paketaufbau
Rust-Pakete bestehen aus einem definierten Aufbau:
- die Dateien Cargo.toml und Cargo.lock im Wurzelverzeichnis
- den Quellcodedateien in src/
- optional:
  - Integrationstests in tests/
  - Beispielen in examples/
  - Benchmarks in benches/

### Manifest
Das Paketmanifest liegt in der Cargo.toml sieht beispielhaft folgendermaßen aus:
```
[package]

name
 
=
 
"hello_world"

version
 
=
 
"0.1.0"

authors
 
=
 
["Your Name <you@example.com>"]

[dependencies]

regex
 
=
 
"1"

rand
 
=
 
{ git = "https://github.com/rust-lang-nursery/rand.git" }

lazy_static
 
=
 
"*"

[dev-dependencies]

mysql
 
=
 
"16.0.1"

```

Unter der Kategorie package werden grundlegende Informationen über das Paket wie Name und Version, sowie die beteiligten Autoren genannt. Die Kategorie dependencies umfasst alle Abhängigkeiten des Paketes, Kategorien wie dev-dependencies oder  profile.*ermöglichen es, gesonderte Einstellungen für Tests oder ähnliche Szenarien festzulegen.
Die Datei Cargo.lock enthält die exakten Revisionsdaten der entsprechenden Abhängigkeiten und wird automatisiert von Cargo generiert und gepflegt.

## crates.io
Das offizielle Repository für Crates wird unter crates.io gehostet. Für den Upload eigener Crates wird ein GitHub-Account benötigt. Seit Rust 1.34.0 können auch alternative Repositories in Cargo eingebunden werden, hiervor war ausschließlich die Benutzung von crates.io möglich.